# بن گودسن
بن گودسن (انگلیسی: Ben Goodson; ۲۱ ژوئیهٔ ۱۸۷۸ – ۶ ژوئن ۱۹۴۱) دوچرخه‌سوار اهل استرالیا بود.